# كا وعب
كا وعب (بالإنجليزية:Kawab)
كان أميرًا مصريًا قديمًا من الأسرة الرابعة. كان الابن الأكبر للملك خوفو والملكة مريت الأولى. شغل كا وعب منصب الوزير ودُفن في المصطبة المزدوجة G7110–7120 في ميدان شرق الجيزة وهو جزء من مقبرة الجيزة.

## سيرة ذاتية
كا وعب هو الابن الأكبر للفرعون خوفو وميريت إيت إس الأولى والأخ غير الشقيق للفرعونين جدف رع وخفرع. ومن المحتمل أنه ولد في عهد جده سنفرو. تزوج كا وعب من أخته حتب حرس الثانية. كان لديهم على الأقل ثلاثة أبناء هم دواينهور، وكامسخيم، ومينجديف وابنة مرس عنخ الثالثة 
توفي كا وعب في عهد والده لذلك كان الحاكم التالي جدف رع، الذي تزوج أرملته حتب حرس الثانية. وكان يُعتقد أن جدف رع هو من قتل كا وعب، إذ دُفن جدف رع في أبو رواش بدلاً من الجيزة كما جرت العادة. خُرِّب هرم جدف رع أيضًا، ولكن يُعتقد الآن أن المقبرة قد خُرِّبت في وقتٍ لاحق، أي خلال العصر الروماني.
تضمنت ألقاب كا وعب مسؤول أنوبيس، كاهن سرقت، ابن الملك من جسده، الابن الأكبر للملك، الأمير الوراثي، رئيس العشرة في صعيد مصر، الرفيق الوحيد للحب، تياتي (وهو لقب الوزير، موجود على تمثال من ميتراهينا).

## دفن

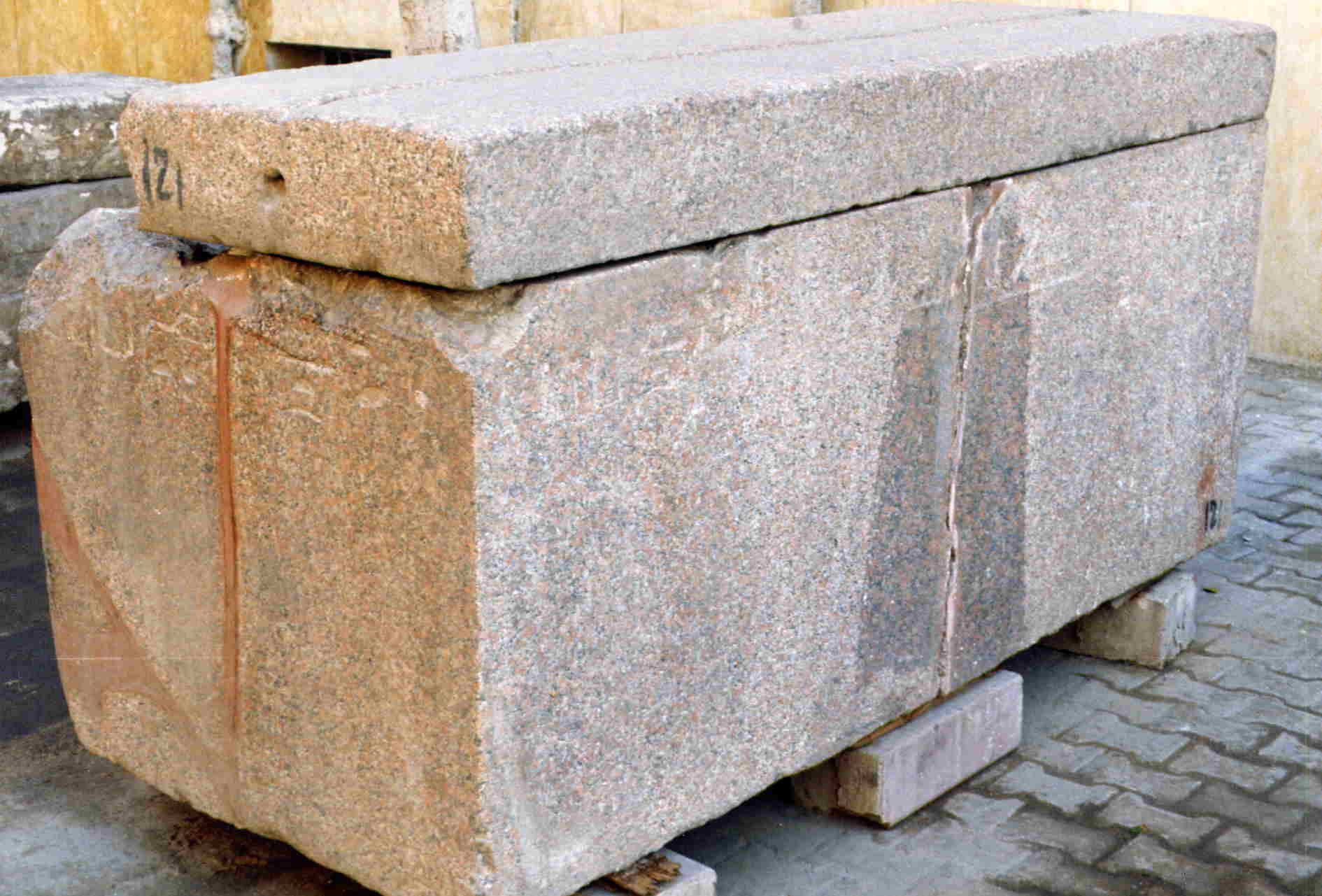
تابوت كا وعب

دُفِن كا وعب في مصطبة مزدوجة كبيرة G 7110-7120 في الميدان الشرقي وهو جزء من مقبرة الجيزة.

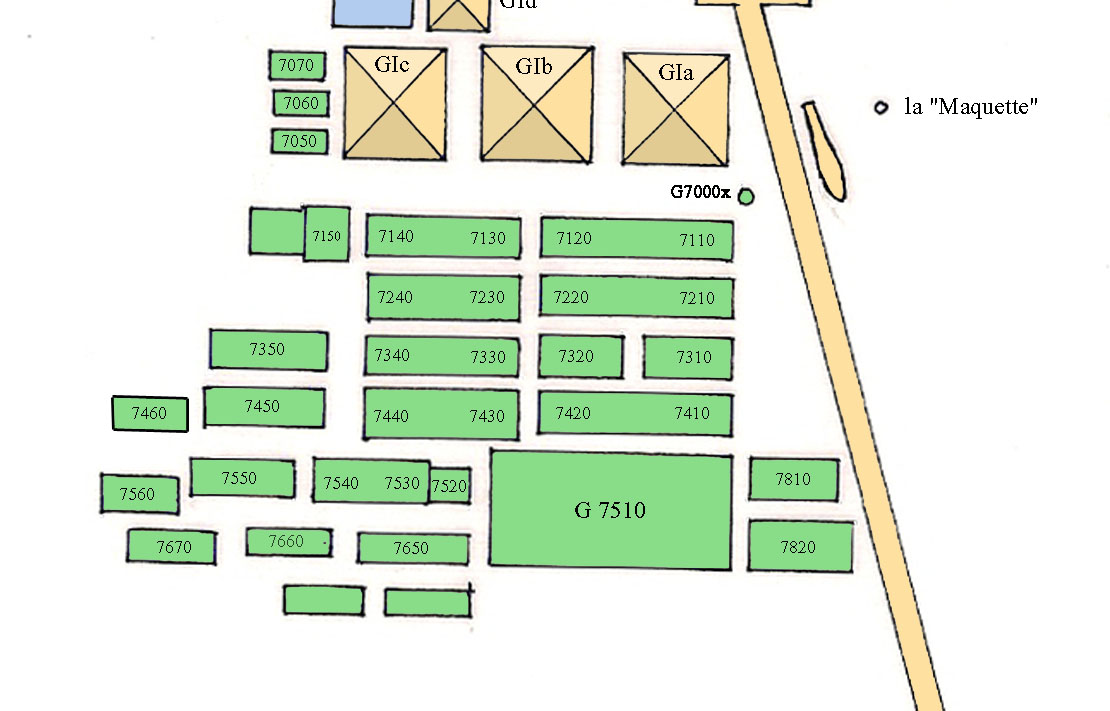
رسم توضيحي يظهر فيه موقع المصطبة المزدوجة لكا وعب وزوجته.

المصطبة G 7110 كانت مملوكة لزوجة كا وعب؛ عُثِر على اسمها في الغرفة. بينما G 7120 كانت تابعة لكا وعب. يظهر في المدخل كا وعب واقفاً أمام والدته، والنصوص التالية تنص على:
"ابنها حبيبها كا وعب، إبنة إلهها القائمة على شؤون الجماعة، ميريت إيت إس الأولى أمه التي ولدته لخوفو".

## بعد وفاته
وبعد عدة قرون من وفاة كا وعب، رمَّم الأمير خعمواست، ابن رمسيس الثاني تمثال كا وعب في معبد منف.